# Druhá Ženská Liga Amerického Fotbalu 2020
La Druhá Ženská Liga Amerického Fotbalu 2020 è la 4ª edizione del campionato di football americano femminile di secondo livello, organizzato dalla ČAAF.
Dopo una sospensione avvenuta il 13 ottobre, il 26 dello stesso mese il campionato è stato definitivamente annullato.

## Squadre partecipanti
| Club                  | Città          | Stadio | Sponsor ufficiale | Risultato nella stagione 2019 |
| --------------------- | -------------- | ------ | ----------------- | ----------------------------- |
| Ostrava Steelers      | Ostrava        |        |                   |                               |
| Příbram Bobcats       | Příbram        |        |                   |                               |
| Ústí nad Labem Blades | Ústí nad Labem |        |                   |                               |

## Stagione regolare

### Calendario

#### 1ª giornata
| Příbram 13 settembre 2020, ore 13:00 | Příbram Bobcats | 44 – 6 (30-6 14-0) referto | Ústí nad Labem Blades | Marila (80 spett.)\| Arbitro: \| Znamenáček \| |
| Arbitro:                             | Znamenáček      |                            |                       |                                                |

| Příbram 13 settembre 2020, ore 14:15 | Ústí nad Labem Blades | 6 – 18 (6-6 0-12) referto | Ostrava Steelers | Marila (80 spett.)\| Arbitro: \| Znamenáček \| |
| Arbitro:                             | Znamenáček            |                           |                  |                                                |

| Příbram 13 settembre 2020, ore 15:30 | Ostrava Steelers | 8 – 19 (6-0 2-19) referto | Příbram Bobcats | Marila (80 spett.)\| Arbitro: \| Znamenáček \| |
| Arbitro:                             | Znamenáček       |                           |                 |                                                |

#### 2ª giornata
| Ústí nad Labem 28 settembre 2020, ore 11:00 | Ústí nad Labem Blades | – () referto | Ostrava Steelers | Olšinky |

| Ústí nad Labem 28 settembre 2020, ore 12:15 | Ostrava Steelers | – () referto | Příbram Bobcats | Olšinky |

| Ústí nad Labem 28 settembre 2020, ore 13:30 | Příbram Bobcats | – () referto | Ústí nad Labem Blades | Olšinky |

#### 3ª giornata
| Ostrava 11 ottobre 2020, ore 12:00 | Ostrava Steelers | 6 – 13 (6-7 0-6) referto | Příbram Bobcats | Poruba (0 spett.)\| Arbitro: \| Frehar \| |
| Arbitro:                           | Frehar           |                          |                 |                                           |

| Ostrava 11 ottobre 2020, ore 13:15 | Příbram Bobcats | 20 – 7 (7-7 13-0) referto | Ústí nad Labem Blades | Poruba (0 spett.)\| Arbitro: \| Frehar \| |
| Arbitro:                           | Frehar          |                           |                       |                                           |

| Ostrava 11 ottobre 2020, ore 14:30 | Ústí nad Labem Blades | 12 – 20 (6-14 6-6) referto | Ostrava Steelers | Poruba (0 spett.)\| Arbitro: \| Frehar \| |
| Arbitro:                           | Frehar                |                            |                  |                                           |

### Classifica
La classifica della regular season è la seguente:
- PCT = percentuale di vittorie, G = partite giocate, V = partite vinte,  P = partite perse, PF = punti fatti, PS = punti subiti

| Pos. | Squadra               | PCT   | G | V | N | P | PF | PS  |
| ---- | --------------------- | ----- | - | - | - | - | -- | --- |
| 1    | Příbram Bobcats       | 1.000 | 4 | 4 | 0 | 0 | 93 | 27  |
| 2    | Ostrava Steelers      | .500  | 4 | 2 | 0 | 2 | 52 | 50  |
| 3    | Ústí nad Labem Blades | .000  | 4 | 0 | 0 | 4 | 31 | 199 |

## Bowl finale
| Ústí nad Labem 2020 | TBD | – referto | TBD | Olšinky |

| Ústí nad Labem 2020 | TBD | – referto | TBD | Olšinky |

| Ústí nad Labem 2020 | TBD | – referto | TBD | Olšinky |